# The Jazztet at Birdhouse
The Jazztet at Birdhouse è un album live dei Jazztet di Art Farmer e Benny Golson, pubblicato dalla Argo Records nel 1961. I brani furono registrati dal vivo il 15 maggio del 1961 al Birdhouse di Chicago, Illinois (Stati Uniti).

## Tracce
Lato A
1. Junction – 5:49 (Benny Golson)
2. Farmer's Market – 8:24 (Art Farmer)
3. Darn That Dream – 4:23 (Eddie DeLange, Jimmy Van Heusen)

Lato B
1. Shutterburg – 4:47 (J.J. Johnson)
2. 'Round Midnight – 10:05 (Bernie Hanighen, Cootie Williams, Thelonious Monk)
3. November Afternoon – 6:12 (Tom McIntosh)

## Musicisti
- Art Farmer - tromba, flicorno
- Benny Golson - sassofono tenore
- Tom McIntosh - trombone
- Cedar Walton - pianoforte
- Tommy Williams - contrabbasso
- Albert Heath - batteria